# Палеха, Борис Яковлевич
 Борис Яковлевич Палеха  (1928—1991) — заслуженный художник БАССР (1974).

## Биография
Борис Яковлевич Палеха родился 12 апреля 1928 года в селе Бежевка Сумской области. В 1955 г. окончил Харьковский художественно-промышленный институт (ныне — Харьковская академия дизайна и искусств).
Живописец, график. С 1955 до 1978 гг. жил и работал в г. Уфе. Член Союза художников с 1958 г. Член КПСС. Вел большую шефскую работу в сельских районах республики. Заслуженный художник БАССР, 1974.
С 1978 года жил и работал в Москве. Участвовал в многочисленных выставках в Уфе, Москве и зарубежных.
Умер 29 августа 1991 года в г. Москве.
Картины Бориса Яковлевича Палеха хранятся в Художественном музее им. Нестерова в Уфе и частных коллекциях.

## Выставки
- Областная художественная выставка, Харьков, 1953.
- Республиканские, Уфа, с 1955 г. на всех, кроме молодёжных 1972, 1976 гг.
- Выставка «Урал и произведения художников», Тюмень, 1968.
- Зональные выставки «Урал социалистический»; Свердловск, 1964; Пермь. 1967; Челябинск, 1969; Уфа, 1974.
- Декадная выставка произведений художников Башкирии, Москва, Ленинград, 1969.
- Всесоюзная выставка дипломных работ, Москва, 1956.
- Выставка произведений художников БАССР, посвященная 100-летию со дня рождения В. И. Ленина, Ульяновск, 1970.
- Выставка произведений художников 3-х зон, Москва, 1971.
- Выставка произведений художников автономных республик РСФСР, Москва, 1971.
- Всесоюзная художественная выставка, Москва, 1956.
- Всероссийская художественная выставка. Москва, 1964.
- Всероссийская художественная выставка, Москва, 1970.
- I Всероссийская выставка эстампа, Уфа, 1971.
- I Всероссийская выставка рисунка, Ленинград, 1974.
- Всероссийская художественная выставка, Москва, 1975.
- Всесоюзная выставка работ молодых художников, Москва, 1962.
- Всесоюзная художественная выставка «По Ленинскому пути», посвященная 60-летию Великого Октября, Москва, 1977.
- Международная выставка «Советское искусство», Югославия, 1976.
- Международная выставка «Советское искусство», Румыния, 1976.
- Международная выставка «Советское искусство», МНР, 1970.

## Основные работы
На возрожденной Курской дуге, х. м., 1953. Портрет старого большевика А. Р. Корнеева, х. м., 1955. Уфа социалистическая, линогравюра, 1957. Птичница, сухая игла, 1962. Доярка Харасова, монотипия, 1962. Будет дождь, офорт, 1963. Голова башкирской девушки, сухая игла, 1963. Молодая колхозница, монотипия, 1963. Северная башкирка, монотипия, 1966. Мать, монотипия, 1966. Семья из Бурзяна. Башкирия, 5 листов, монотипия, 1967. Роза, монотипия, 1967. Крановщица, монотипия, 1967. Мотогонщики, х. м., 1969. Олимпийский чемпион и чемпион мира по стрельбе Р. Сулейманов, х. м., 1969. Мировые призёры, х. м., 1969. Портрет Н. Наджми, х. м., 1969. Дочь Нина, акв., 1969. Над Агиделью, акв., 1969. В. И. Ульянов-Ленин, монотипия, 1970. Начало века. В. И. Ленин и уфимские искровцы в 1900 г., х. м., 1970—1977. Н. К. Крупская, 1900 год, монотипия, 1970. Дочь Нина, монотипия, 1970. Учитель из Бурзяна, монотипия, 1970. Портрет писателя А. Бикчентаева, х. м., 1970. Ветер над Белой, акв., 1970. Портрет художника Б. Домашникова, офорт, 1974. Портрет Д. Д. Шостаковича, х. м., 1977.

## Награды
Медаль «За доблестный труд», 1970. Почетная грамота Президиума Верховного Совета БАССР, 1962.